# Sematophyllites planus
Sematophyllites planus là một loài rêu trong họ Sematophyllaceae. Loài này được J.-P. Frahm mô tả khoa học đầu tiên năm 2008.